# Luis Bedoya de Vivanco
Luis Guillermo Bedoya de Vivanco (Lima, 6 de noviembre de 1946-Lima, 30 de noviembre de 2015) fue un abogado y político peruano. Fue alcalde del distrito de Miraflores en 3 periodos y congresista constituyente de 1992 a 1995. También ejerció como senador en el breve periodo 1990-1992.

## Biografía
Nació en la ciudad de Lima, el 6 de noviembre de 1946. Es hijo del líder y fundador histórico del Partido Popular Cristiano, Luis Bedoya Reyes, y de Laura de Vivanco.
Realizó sus estudios de primaria en el Colegio Inmaculado Corazón y culminó la secundaria en el Colegio Santa María Marianistas.
Estudió la carrera de Derecho en la Pontificia Universidad Católica del Perú.
Es socio fundador del estudio Bedoya Abogados y trabaja en la especialidad de Derecho Mercantil, Civil y Tributario; así´como en el asesoramiento jurídico de empresas. Se desempeñó también como profesor de la Facultad de Derecho de la Pontificia Universidad Católica del Perú (1974-1980) y asesor de los ministerios de Justicia e Industria.

## Vida política
Fue miembro activo del Partido Popular Cristiano desde su fundación, en 1966, llegando a ocupar el cargo de Subsecretario Nacional de Política en 1980, reelegido en 1984.

### Alcalde de Miraflores
Bedoya inicia su carrera política en las elecciones municipales de 1983, donde postuló y luego fue elegido como alcalde del distrito de Miraflores por el Partido Popular Cristiano para el periodo municipal 1984-1986. Fue reelegido en 1986.
Para las elecciones municipales de 1998, Bedoya volvió a postular al municipio miraflorino por el Movimiento ''Lucho en Miraflores'' fundado por el mismo y pasó a segunda vuelta junto con el candidato Fernando Andrade de Somos Perú. Culminando los procesos, Bedoya resultó ganador y nuevamente alcalde para el periodo 1999-2002.

### Senador
En las elecciones parlamentarias de 1990, postuló al Senado de la República como miembro de la coalición Frente Democrático (FREDEMO) y resultó elegido para el periodo parlamentario 1990-1995.
Se desempeñó como secretario en la Mesa Directiva del Senado presidida por Felipe Osterling. Presidió la comisión de Pesquería e integró´las Comisiones Transportes, Industria y Turismo y la de Relaciones Interparlamentarias.
En octubre de 1991 fue designado por el Gobierno del Perú como embajador Extraordinario y Plenipotenciario, miembro de la Delegación Oficial en Misión Especial en las Repúblicas de Argentina, Brasil, Chile y Estados Unidos, garantes del Protocolo de Paz, Amistad y Límites que Perú firmó con Ecuador en 1942.
El 5 de abril de 1992, su cargo parlamentario fue interrumpido por el autogolpe de estado decretado por el expresidente Alberto Fujimori.

### Congresista Constituyente
Luego del autogolpe, se convocaron a elecciones constituyentes para la creación de una nueva constitución. El Partido Popular Cristiano decidió postular y Bedoya integró la lista de candidatos donde luego sería elegido.

## Controversias

### Vladivideo
En el año 2000, tras la publicación de los famosos Vladivideos, Bedoya aparece en uno de los videos junto al exministro Tomás Gonzales Reátegui reuniéndose con el entonces asesor presidencial de Fujimori Vladimiro Montesinos. En el video se puede apreciar a Bedoya con Montesinos acordando un fraude para  que los candidatos a la alcaldía de Miraflores, Fernando Andrade y Jaime Salinas, no ganen en las elecciones municipales de 1998, también se ve a Bedoya recibiendo dinero de Montesinos para su campaña electoral.
Tras lo ocurrido, Bedoya fue vacado de su cargo como burgomaestre y fue reemplazado por Germán Kruger. Luego de estar en prisión preventiva en 2002, fue sentenciado a 5 años de prisión en mayo del 2003 y el pago de S/.18,000 de reparación por aceptar dinero ilícito de Vladimiro Montesinos, dicha condena lo cumplió hasta agosto del 2005.

## Fallecimiento
El 30 de noviembre del 2015, Luis Bedoya de Vivanco falleció a los 63 años víctima de una dolencia renal.